# Лук серполистный
Лук серполистный (лат. Allium drepanophyllum) — многолетнее травянистое растение, вид рода Лук (Allium) семейства Луковые (Alliaceae).

## Распространение и экология
В природе ареал вида охватывает юго-западную часть Памиро-Алая. Эндемик.
Произрастает в нижнем поясе гор, преимущественно на выходах пестроцветных пород.

## Ботаническое описание
Луковицы толщиной 0,7—1,5 см, длиной 3—6 см, по 1—3 прикреплены к косому корневищу, с бурыми сетчатыми оболочками. Стебель высотой 15—45 см, при основании одетый шероховатыми или гладкими влагалищами листьев.
Листья в числе 4—5, линейные, шириной 2,5—10 мм, плоские, серповидно-изогнутые, тупые, гладкие или по краю шероховатые, короче стебля.
Зонтик пучковатый или пучковато-шаровидный, сравнительно немногоцветковый, рыхловатый. Листочки узкоколокольчатого околоцветника коричневато-фиолетовые, по спинке темнее окрашенные, длиной 8—10 мм, равные, линейно-ланцетные, оттянутые, острые. Нити тычинок в 2 раза короче листочков околоцветника, между собой сросшиеся, цельные; наружные треугольно-шиловидные, внутренние в 2 раза шире, треугольные; пыльники. фиолетовые или жёлтые. Столбик выдается из околоцветника.
Коробочка с почти округлыми выемчатыми створками, в 2 раза короче околоцветника.

## Таксономия
Вид Лук серполистный входит в род Лук (Allium) семейства Луковые (Alliaceae) порядка Спаржецветные (Asparagales).
|  |                                      |  |                                                             |                                                             |                   |  | ещё 24 семейства (согласно Системе APG II) | ещё 24 семейства (согласно Системе APG II) |                      |  |  |  | ещё более 870 видов |
|  |                                      |  |                                                             |                                                             |                   |  | ещё 24 семейства (согласно Системе APG II) | ещё 24 семейства (согласно Системе APG II) |                      |  |  |  | ещё более 870 видов |
|  |                                      |  |                                                             | порядок Спаржецветные                                       |                   |  |                                            |                                            | род Лук              |  |  |  |                     |
|  |                                      |  |                                                             | порядок Спаржецветные                                       |                   |  |                                            |                                            | род Лук              |  |  |  |                     |
|  | отдел Цветковые, или Покрытосеменные |  |                                                             |                                                             | семейство Луковые |  |                                            |                                            | вид Лук серполистный |  |  |  |                     |
|  | отдел Цветковые, или Покрытосеменные |  |                                                             |                                                             | семейство Луковые |  |                                            |                                            |                      |  |  |  |                     |
|  |                                      |  | ещё 44 порядка цветковых растений (согласно Системе APG II) | ещё 44 порядка цветковых растений (согласно Системе APG II) |                   |  |                                            | ещё около 300 родов                        | ещё около 300 родов  |  |  |  |                     |
|  |                                      |  |                                                             | ещё 44 порядка цветковых растений (согласно Системе APG II) |                   |  |                                            |                                            | ещё около 300 родов  |  |  |  |                     |